# Montes Claros de Goiás
Montes Claros de Goiás is een gemeente in de Braziliaanse deelstaat Goiás. De gemeente telt 8.070 inwoners (schatting 2009).